# Dani Moreno
Pour les articles homonymes, voir Moreno.
Daniella « Dani » Moreno, née le 23 juin 1992, est une traileuse américaine. Elle est championne NACAC de course en montagne 2019.

## Biographie
Dani Moreno fait ses débuts en course à pied en participant à des événements sportifs durant sa scolarité. Désireuse d'obtenir de bons résultats, elle s'y investit davantage et intègre l'équipe d'athlétisme de l'université de Californie à Santa Barbara. Après avoir terminé ses études, elle fait une pause dans sa carrière sportive et commence son métier de guide de randonnée dans la région de Santa Barbara où elle réside. Son activité professionnelle lui fait découvrir la discipline du trail et elle se remet au jeu de la compétition.
Elle se révèle véritablement en 2018. Le 16 juin, elle domine la Broken Arrow Skyrace 26K et s'impose en 2 h 36 min 45 s devant la fondeuse Caitlin Patterson. Elle améliore le record féminin du parcours de plus de neuf minutes. Le 1er septembre, elle prend le départ de la Rut 28K, manche de la Skyrunner World Series. Alors que la Britannique Holly Page domine littéralement la course féminine, Dani Moreno effectue une solide course pour terminer deuxième devant Emily Hawgood.
Le 16 février 2019, elle prend part aux championnats des États-Unis de trail 50k courus dans le cadre de la FOURmidable 50K, sa première sur cette distance. Elle s'empare rapidement des commandes de la course et creuse l'écart en tête. Elle s'impose aisément avec trois minutes d'avance sur sa plus proche poursuivante. Elle décroche ainsi son premier titre national. Le 20 octobre, elle participe aux championnats NACAC de course en montagne à Tepatitlán de Morelos. Elle effectue la course en tête aux côtés de sa compatriote Sam Lewis. Dani Moreno parvient à prendre l'avantage dans la descente et remporte le titre avec une minute d'avance sur sa compatriote. Elle décroche de plus la médaille d'or au classement par équipes.
Le 25 septembre 2020, elle s'élance au départ du Birkie Trail Run 21K qui accueille les championnats des États-Unis de trail semi-marathon. Elle se retrouve en tête face à Janelle Lincks. Ayant passé la mi-course en tête, elle accélère en seconde partie et parvient à décrocher sa rivale pour remporter son deuxième titre national.
Le 26 juin 2022, elle participe au marathon du Mont-Blanc, manche de la Golden Trail World Series. Elle se retrouve à la lutte avec Anaïs Sabrié pour la troisième place et parvient à s'offrir la troisième marche du podium au sprint final. Deux mois plus tard, elle revient à Chamonix pour s'élancer au départ de l'OCC. Prenant un départ prudent, elle parvient à doubler ses adversaires et se retrouve en quatrième place à mi-parcours. Elle effectue alors une seconde partie de course rapide et parvient à s'emparer de la troisième place en 6 h 17 min 5 s. Elle devient ainsi la première athlète américaine à terminer sur le podium de l'OCC.
Le 17 avril 2023, elle prend part à son premier marathon sur route en s'élançant au départ du marathon de Boston. Elle se classe 36e en 2 h 38 min 23 s et manque de peu sa qualification pour les sélections olympiques américaines d'athlétisme 2024. Le 22 septembre, elle prend part à la manche de la Golden Trail World Series qui se déroule chez elle, la Mammoths 26K. Favorite locale, elle tire avantage de la connaissance du terrain pour mener la course après la première montée. Elle ne parvient cependant pas à contenir la remontée de Judith Wyder et de Mădălina Florea. Elle termine sur la deuxième marche du podium après une erreur de parcours de la Roumaine.

## Palmarès
| no  | féminin            | Course                                             | Longueur | Départ             | Temps           |
| --- | ------------------ | -------------------------------------------------- | -------- | ------------------ | --------------- |
| 19e | Médaille d'or      | Broken Arrow Skyrace 26K                           | 26 km    | 17 juin 2018       | 2 h 36 min 45 s |
| 34e | Médaille d'argent  | Run The Rut - 28K                                  | 28 km    | 1er septembre 2018 | 4 h 15 min 50 s |
| 13e | Médaille d'or      | Championnats des États-Unis de trail 50k           | 50 km    | 16 février 2019    | 4 h 12 min 56 s |
| 1re | Médaille d'or      | Championnats NACAC de course en montagne           | 12 km    | 20 octobre 2019    | 1 h 5 min 28 s  |
| 3e  | Médaille d'or      | Championnats des États-Unis de trail semi-marathon | 21 km    | 25 septembre 2020  | 1 h 21 min 29 s |
| 43e | Médaille de bronze | Marathon du Mont-Blanc                             | 42 km    | 26 juin 2022       | 4 h 21 min 52 s |
| 35e | Médaille de bronze | OCC                                                | 55 km    | 25 août 2022       | 6 h 17 min 5 s  |
| 5e  | Médaille d'or      | Eiger Ultra Trail - E35                            | 35 km    | 15 juillet 2023    | 3 h 47 min 32 s |
| 17e | Médaille d'argent  | Mammoth 26K                                        | 26 km    | 22 septembre 2023  | 2 h 19 min 13 s |
| 7e  | Médaille d'or      | Kodiak Ultra Marathons - 50K                       | 50 km    | 14 octobre 2023    | 4 h 19 min 8 s  |
| 11e | Médaille d'or      | The Canyons Endurance Runs 50K                     | 50 km    | 27 avril 2024      | 3 h 52 min 24 s |
| 26e | Médaille de bronze | Broken Arrow Skyrace 46K                           | 45,3 km  | 21 juin 2025       | 4 h 43 min 48 s |

## Records
| Épreuve       | Performance     | Date             | Lieu      |
| ------------- | --------------- | ---------------- | --------- |
| 5 000 mètres  | 16 min 40 s 40  | 17 avril 2015    | Walnut    |
| 10 000 mètres | 34 min 16 s 93  | 4 avril 2014     | Palo Alto |
| Semi-marathon | 1 h 22 min 17 s | 13 novembre 2016 | Monterey  |